# Tingatinga, Monduli
För andra betydelser, se Tingatinga.
Tingatinga är ett administrativt område i distriktet Monduli i regionen Arusha i Tanzania. 2002 hade området 4 811 invånare.